# Michaela Abam
Michaela-Batya Bisi Abam (Houston, 12 giugno 1997) è una calciatrice statunitense naturalizzata camerunese, centrocampista del Toluca  e della nazionale camerunese.

## Carriera

### Nazionale
Abam debutta con la maglia della nazionale camerunese il 12 novembre 2018, nella vittoria in amichevole per 7-0 con lo  
Zambia, dove è anche autrice di una doppietta. In seguito il commissario tecnico Joseph Ndoko la inserisce in rosa per la Coppa delle nazioni africane di Ghana 2018 senza poterlo poi utilizzare per problemi legati al suo passaporto camerunese.
Nel maggio 2019 il successivo ct Alain Djeumfa decide di inserirla in rosa con la squadra che disputa il Mondiale di Francia 2019, venendo poi impiegata in tutti i tre incontri giocati dalla sua nazionale prima della sua eliminazione dal torneo già alla fase a gironi.